# Pierre Ngendandumwe
Pierre Ngendandumwe (ur. 1930, zm. 15 stycznia 1965) – burundyjski polityk z ludu Hutu. W 1961 wicepremier, a od czerwca 1963 do kwietnia 1964 i od stycznia 1965 premier. Zginął z rąk morderców.